# Wadi Shie
Esta página trata del Wadi Shi o Wadi Shie. La página del cercano Wadi Shis o Wadi Shees se encuentra en Wadi Shis
El Wadi Shi o Wadi Shie (en árabe: وادي شي‎, romanizado: Wādī Shī), es un valle o río seco, con caudal efímero o intermitente, que fluye casi exclusivamente durante la temporada de lluvias, situado al noreste de los Emiratos Árabes Unidos, en el emirato de Sharjah. 
Forma una pequeña cuenca hidrográfica, que tiene una superficie aproximada de 41 kilómetros cuadrados, una longitud del wadi principal de 7,5 kilómetros y una elevación máxima de 700 m s.n.m., limitando al norte con la cuenca hidrográfica del Wadi Wurayah y al sur con la del Wadi Madha.
El wadi nace en las montañas hasta encontrarse con la ciudad costera de Khor Fakkan en el Golfo de Omán y en su cauce se ha construido la presa Al Rafisah, en el lugar ocupado por el antiguo pueblo de Najd Al Miqsar, y es un popular lugar turístico.
Río abajo de la presa se encuentra el emplazamiento del nuevo pueblo y fuerte de Najd Al Miqsar, que formaba parte de una serie de fortificaciones, comunicadas entre sí, que protegían Khor Fakkan, y que incluían, entre otras, la Torre Al Rabi y la Torre Al Adwani.

## Sitio arqueológico
En el Wadi Shi / Wadi Shie se encuentra el sitio arqueológico homónimo, con una importante colección de petroglifos que incluye zoomorfos (imágenes de caballos y camellos) y antropomorfos (jinetes a lomos de animales). Varios patrones geométricos incluyen una representación de un barco navegando, un patrón similar a otros encontrados en Omán y en el Ruus Al Jibal del Emirato de Ras al Jaima. El sitio en terrazas está ubicado al lado sureste del wadi.
Se desconoce la antigüedad exacta de los petroglifos, aunque (al igual que otros encontrados en los Emiratos Árabes Unidos y Omán) tienen un parecido sorprendente con adornos artísticos datables, procedentes de hallazgos de la Edad del Hierro. Sin embargo, establecer su antigüedad es complicado y también es posible que se trate de petroglifos posteriores a dicho período histórico.

## Toponimia
Nombres alternativos: Wādī Shī, Wadi Shie.
El nombre del Wadi Shie / Wadi Shi y poblaciones cercanas, quedaron registrados en la documentación y mapas elaborados entre 1950 y 1960 por el arabista, cartógrafo, militar y diplomático británico Julian F. Walker, durante los trabajos efectuados para el establecimiento de fronteras entre los entonces denominados Estados de la Tregua, completados posteriormente por el Ministerio de Defensa del Reino Unido, en mapas a escala 1:100.000 publicados en 1971.
También consta, con la grafía Wadi Shi, en el mapa publicado en 1957 por el Cuerpo de Ingenieros del ejército estadounidense.

## Población
El área del Wadi Shi estuvo poblada principalmente por la tribu Naqbiyin.

## Galería

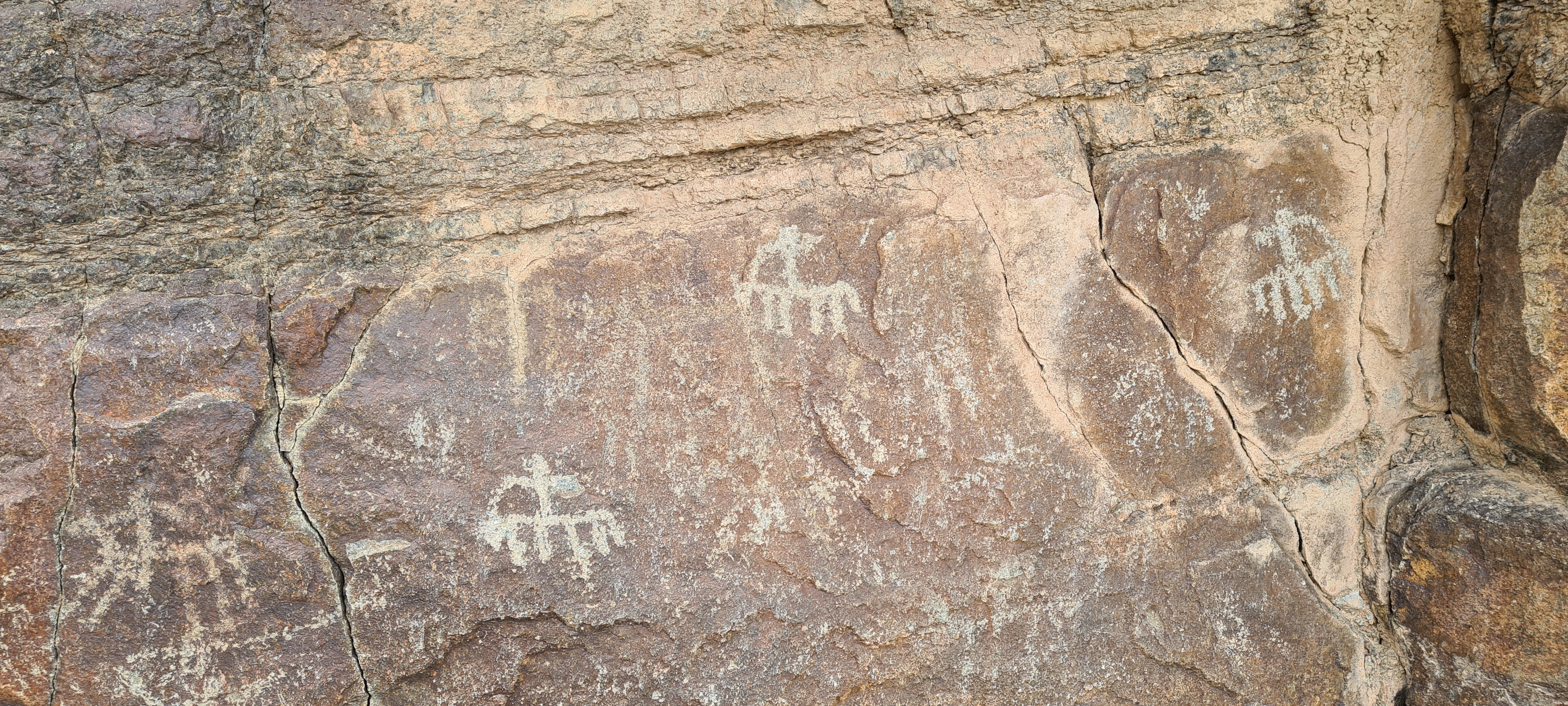
Petroglifos anamórficos y zoomorfos en el Wadi Shie
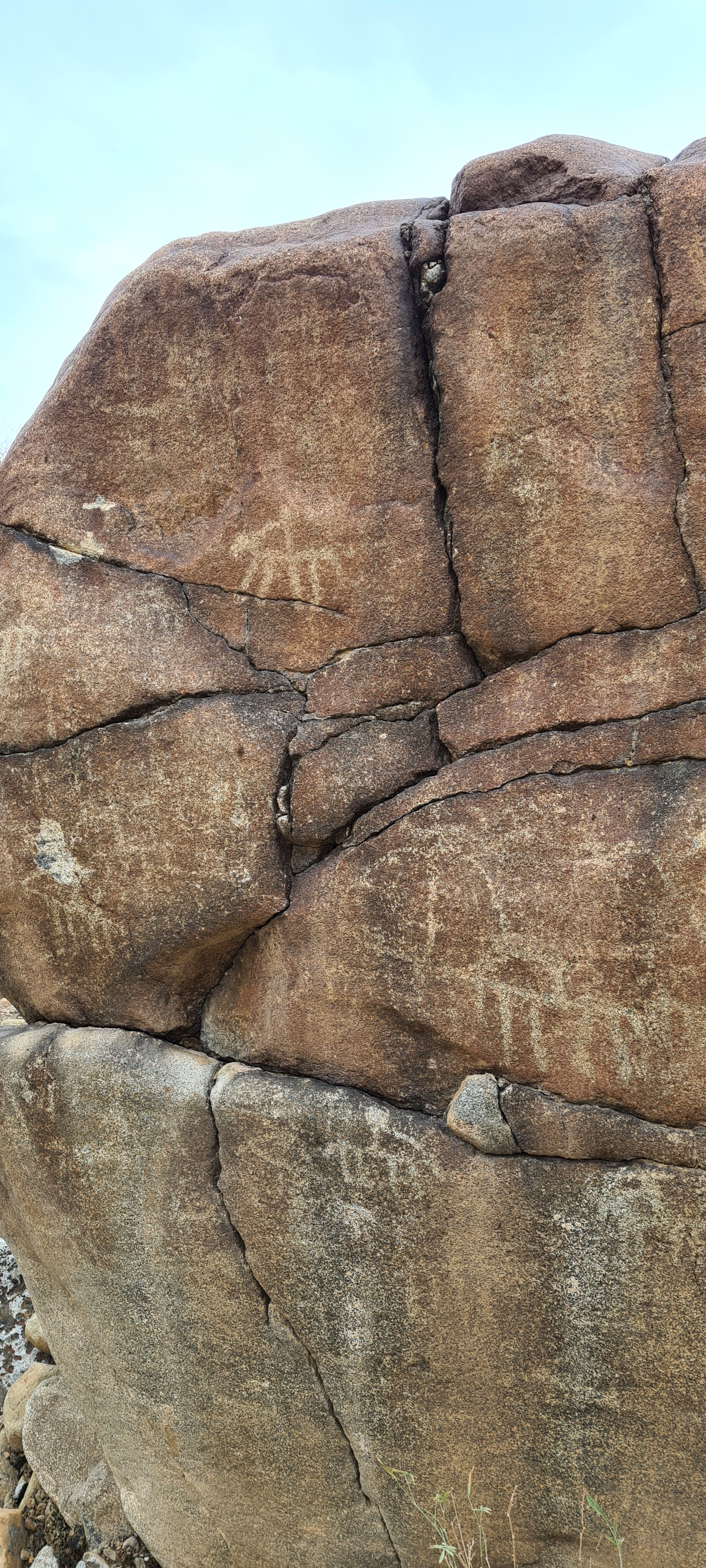
Petroglifos en el Wadi Shie, incluidos jinetes a caballo y en camello.
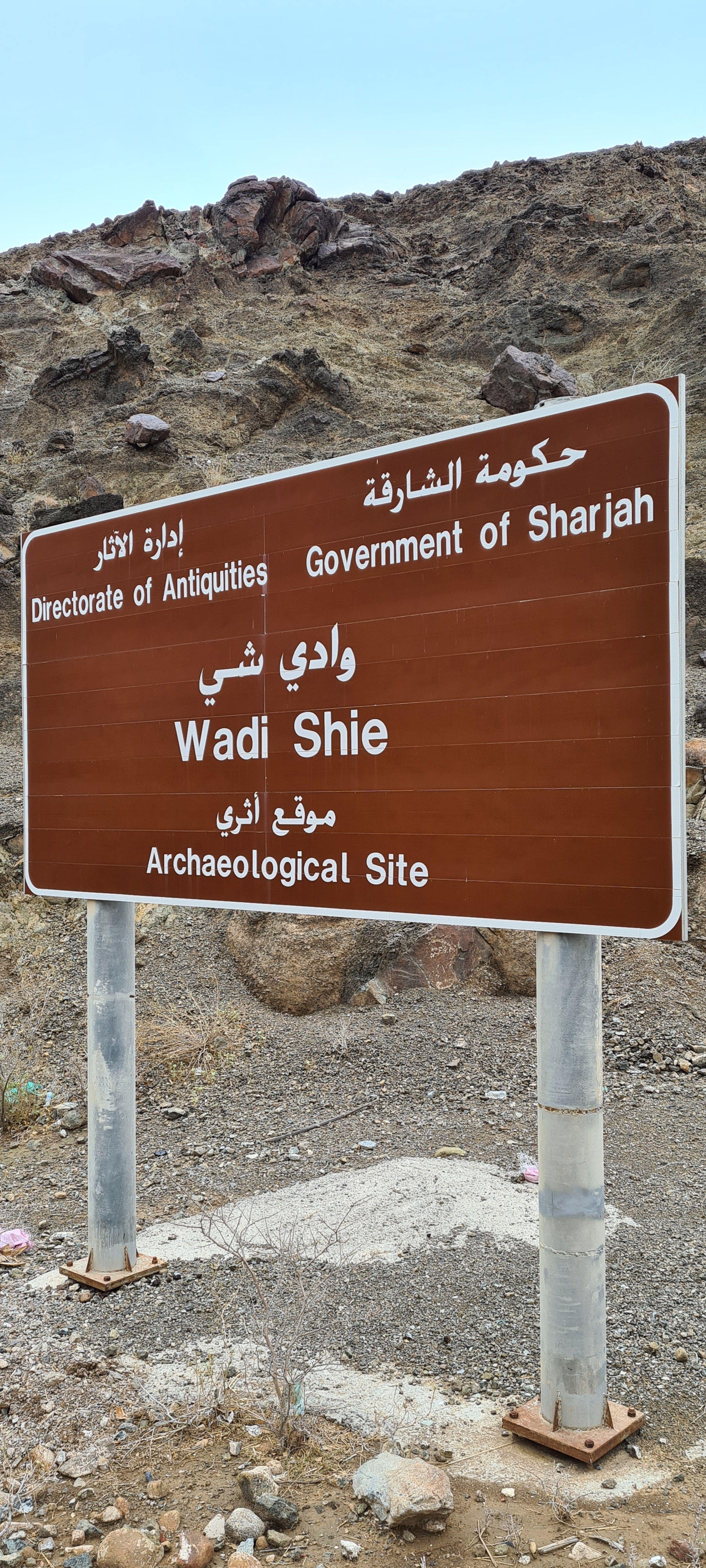
El sitio arqueológico del Wadi Shie está abierto y sin protección.